# 연안 고씨
연안 고씨(延安高氏)는 황해남도 연안군을 본관으로 하는 한국의 성씨이다.
시조는 조선에서 비산군수를 지낸 제주 고씨의 고종필이며, 이후에는 제주 고씨로 본관을 단일화했다.

## 참고 자료
- “연안고씨(延安高氏)”. 뿌리를 찾아서.[깨진 링크(과거 내용 찾기)]